# أيوب الودراسي
أيوب الودراسي (مواليد 23 مايو 1991، لاعب كرة قدم مغربي يجيد اللعب في مركز كمهاجم ثاني.
لعب سابقاً مع أندية الوداد البيضاوي المغربي و و نادي معيذر ونادي الغرافة .

## روابط خارجية
- أيوب الودراسي على موقع Soccerway.com (الإنجليزية)